# Liste der Kulturdenkmäler in Bad Ems
In der Liste der Kulturdenkmäler in Bad Ems sind alle Kulturdenkmäler der rheinland-pfälzischen Stadt Bad Ems aufgeführt. Grundlage ist die Denkmalliste des Landes Rheinland-Pfalz (Stand: 5. Dezember 2023).

## Denkmalzonen
| Bezeichnung                             | Lage | Baujahr                           | Beschreibung | Bild                           |
| --------------------------------------- | --- | --------------------------------- | --- | ------------------------------ |
| Denkmalzone Historisches Kurbad Bad Ems | Alexanderstraße 1–5, Am alten Rathaus 1, Am Quellenturm 1–5, Badhausstraße 1–6, Bahnhofsplatz 1–3, Bahnhofstraße 1–12, Braubacher Straße 1–9 und 52–58, Gartenstraße 3, Grabenstraße 1–27 (ungerade Nummern) und 10–32 (gerade Nummern), Lahnstraße 3–38, Mainzer Straße 1–16 (ohne 1a–1c), Malbergstraße 1–7, Oranienweg 1 und 2, Richard-Wagner-Weg 1a und 1b, Römerstraße 1–56 und 92–97, Viktoriaallee 1–22, Villenpromenade 2–13, Winterbergstraße 1–4 und 6, Waldstraße 1–9, Wilhelmsallee 6–13 Lage | 17. bis 20. Jahrhundert           | auf den Kurbetrieb bezogener Stadtbezirk des 17. bis 20. Jahrhunderts zu beiden Ufern der Lahn insbesondere mit den Kureinrichtungen samt Quellen und Brunnen, Grünanlagen, Promenaden, Kirchen, Bahnhof, Wassertürmen, Hotels und Logierhäusern, Bürgerhäusern und Villenbauten, öffentlichen Bauten sowie Wasserflächen der Lahn samt Brücken und Ufermauern | Fotos hochladen                |
| Denkmalzone Bahnhofsviertel             | Badhausstraße 1–5, Mainzer Straße 7–16, Bahnhofstraße 1–8 und Alexanderstraße 1–5 Lage | 1820er Jahre                      | von Mainzer-, Badhaus-, Alexander- und Bahnhofstraße begrenzter Bereich, der von den späten 1820er Jahren bis in die 1840er Jahre erschlossen und nach städtebaulichem Konzept der nassauischen Regierung geplant; Bebauung mit klassizistischen Wohnhäusern und zugehörigen Grün- und Freiflächen                                                             | Fotos hochladen                |
| Denkmalzone Braubacher Straße           | Braubacher Straße 1–9, 52–56 und 58, Malbergstraße 2 und Wintersbergstraße 1, 2 und 3 Lage | Mitte des 19. Jahrhunderts        | kurz nach Mitte des 19. Jahrhunderts errichtete Wohnhäuser mit aufwändiger Fassadengliederung wie Bauornamenten aus Stein oder Stuck, guss- und schmiedeeisernen Balkonen und Brüstungsgittern, Sprossenfenstern, Klappläden, historische Haustüren etc.; von städtebaulicher Geschlossenheit                                                                  | Fotos hochladen                |
| Denkmalzone Grabenstraße                | Grabenstraße 10–26 und 30–32 (gerade Nummern) Lage | erste Hälfte des 19. Jahrhunderts | geschlossene, das Straßenbild prägende Blockbebauung, größtenteils klassizistische Häusergruppe, erste Hälfte des 19. Jahrhunderts | Fotos hochladen                |
| Denkmalzone Jüdischer Friedhof          | Am Friedhof Lage | frühes 19. Jahrhundert            | zwei Gräberfelder auf dem Gelände des christlichen Friedhofs, etwa 200 Grabsteine, frühes 19. Jahrhundert bis 1960 | weitere Bilder Fotos hochladen |
| Denkmalzone Kirchplatz                  | Kirchgasse 15–25, 29, Fronhof 1–5, 9, 10, Marktstraße 57–67 Lage | 18. und 19. Jahrhundert           | über dem Gelände eines römischen Kastells gelegene Platzanlage, gekennzeichnet durch das große ehemalige Friedhofsareal um St. Martin sowie Wohnhäuser des 18. und 19. Jahrhunderts von eher ländlichem Charakter (alter Ortskern) | Fotos hochladen                |
| Denkmalzone Kurviertel                  | Römerstraße 1–56 und 92–97, Kurpark, anschließender östlicher Abschnitt der Viktoriaallee, katholische Pfarrkirche St. Martin, gesamte Nordseite der Viktoriaallee (außer Nr. 15, von Nr. 12 nur das straßenseitige Grundstück), Oranienweg 1 Lage | 19. Jahrhunderts                  | auf der rechten Seite der Lahn gelegener Bereich des Bades mit den historischen Kurgebäuden und dem Kurpark sowie die vor allem durch Bauten des 19. Jahrhunderts geprägte Front der Römerstraße einschließlich der drei Laufbrunnen, Kaiser-Wilhelm-Denkmal, Pavillon über der Römerquelle und Ehrenmal an der Rathausstraße                                  | Fotos hochladen                |
| Denkmalzone Lahnstraße                  | Lahnstraße 3–38 Lage |                                   | nordwestlicher Abschnitt der an die Römerstraße angrenzenden Lahnstraße mit das Straßenbild kennzeichnenden Wohnhäusern sowie Darmstädter Hof (Nr. 3/4) und der ehemaligen Thurn- und Taxis’schen Posthalterei (Alte Post, Nr. 9) | Fotos hochladen                |
| Denkmalzone Malbergbahn                 | Villenpromenade Lage | 1886/87                           | Gesamtanlage mit Talstation der Standseilbahn, 1886/87, Bahnstrecke und Bergstation; 1979 stillgelegt | weitere Bilder Fotos hochladen |
| Denkmalzone Römerstraße                 | Römerstraße 95, 96, Viktoriaallee 3 Lage | 1835                              | zwei siebenachsige klassizistische Wohn- und Logierhäuser, Nr. 95 ehemals Zu den drei Schweizern, 1836/37, Architekt Bauaccessist Lossen, Nr. 96, ehemals Haus Nizza, 1835/36, wohl ebenfalls von Lossen, rückwärtig gelegen (Viktoriaallee 3) zweigeschossiges Gartenhaus, zweite Hälfte des 19. Jahrhunderts                                                 | Fotos hochladen                |
| Denkmalzone Siedlung Am Martinshof      | Am Martinshof 1–6 und Wilhelmsallee 51 und 52 Lage | um 1920/30                        | wohl um 1920/30 in Zusammenhang mit den Emser Blei- und Zinkwerken errichtete Wohnsiedlung aus acht Walmdachbauten sowie Begrenzungsmauer an der Wilhelmsallee mit Darstellung des heiligen Martin | Fotos hochladen                |

## Einzeldenkmäler
| Bezeichnung                             | Lage                                                 | Baujahr                                | Beschreibung | Bild                                    |
| --------------------------------------- | ---------------------------------------------------- | -------------------------------------- | --- | --------------------------------------- |
| Grabmäler und Kriegerdenkmal            | Am Friedhof, auf dem Friedhof Lage                   | 19. Jahrhundert                        | Familiengräber mit aufwendigen Grabdenkmälern, 19. Jahrhundert; schmiedeeisernes Geländer zur Begrenzung der Terrassen, um 1910; Kriegerdenkmal 1870/71, Obelisk                                                                              | Fotos hochladen                         |
| Villa San Remo                          | Am Quellenturm 3 Lage                                | um 1870                                | heute Villa Trave; dreigeschossige spätklassizistische Mietetagenvilla, um 1870 | Fotos hochladen                         |
| Villa Nova                              | Am Quellenturm 4 Lage                                | 1869/70                                | dreigeschossiger kubischer Putzbau, turmartige Eckrisalite, Neurenaissance, 1869/70 | Fotos hochladen                         |
| Villa Kerstin                           | Am Quellenturm 5 Lage                                | um 1870/80                             | ehemals Villa Nova II; dreieinhalbgeschossiger Putzbau, Neurenaissance, um 1870/80 | Fotos hochladen                         |
| Zechenhaus                              | Arzbacher Straße 57 Lage                             |                                        | ehemaliges Zechenhaus; dreigeschossiger Massivbau | Fotos hochladen                         |
| Neuhoffnungsstollen                     | Arzbacher Straße, gegenüber Nr. 57 Lage              | 1917                                   | Mundloch des Neuhoffnungsstollens; Quadermauerwerk mit Backsteinrahmung, bezeichnet 1917 | Fotos hochladen                         |
| Haus Stadt London                       | Badhausstraße 2 Lage                                 | um 1840/50                             | viergeschossiges, sechsachsiges Zeilenwohnhaus, spätklassizistisch, um 1840/50 | Fotos hochladen                         |
| Haus Belle Vue                          | Badhausstraße 3 Lage                                 | zweite Hälfte des 19. Jahrhunderts     | Wohnhaus, die beiden unteren Geschosse aus der zweiten Hälfte des 19. Jahrhunderts, die beiden oberen aus der Nachkriegszeit, Erdgeschoss genutet, im ersten Obergeschoss Balkone mit schmiedeeisernen Geländern                              | Fotos hochladen                         |
| Staatliches Kurmittelhaus               | Badhausstraße 6 Lage                                 | 1852 ff.                               | ehemals Neues Badehaus; klassizistische Vierflügelanlage, turmartige Eckrisalite, 1852 ff. | weitere Bilder Fotos hochladen          |
| Bahnhof Bad Ems                         | Bahnhofsplatz 1 Lage                                 | 1865                                   | Empfangsgebäude: eingeschossiger spätklassizistischer Putzbau, zweieinhalbgeschossige Eckbauten, 1865; nordwestlich Fußgängerunterführung, Anfang des 20. Jahrhunderts                                                                        | weitere Bilder Fotos hochladen          |
| Wohnhaus                                | Bahnhofstraße 1 Lage                                 | um 1860/70                             | dreizehnachsiges, viergeschossiges Wohnhaus, spätklassizistisch, um 1860/70 | Fotos hochladen                         |
| Wohn- und Geschäftshaus                 | Bahnhofstraße 2 Lage                                 | um 1860/70                             | siebenachsiges, dreieinhalbgeschossiges Zeilenwohn- und Geschäftshaus, spätklassizistisch, um 1860/70 | Fotos hochladen                         |
| Wohn- und Geschäftshaus                 | Bahnhofstraße 4 Lage                                 | zweite Hälfte des 19. Jahrhunderts     | dreigeschossiger, traufständiger Putzbau in Neurenaissanceformen, ursprünglicher Ladeneinbau, ursprünglicher Fliesenbelag im Flur, zweite Hälfte des 19. Jahrhunderts                                                                         | Fotos hochladen                         |
| Wohn- und Geschäftshaus                 | Bahnhofstraße 9 Lage                                 | frühes 20. Jahrhundert                 | Wohn- und Geschäftshaus; dreigeschossiger Putzbau, die Ecke zur Mainzer Straße markant als Turm ausgebildet mit einem vierten polygonalen Geschoss und geschwungener Schieferhaube, Fassade aus dem frühen 20. Jahrhundert                    | Fotos hochladen                         |
| Wohn- und Geschäftshaus                 | Bahnhofstraße 11 Lage                                | um 1900                                | viergeschossiges barockisierendes Wohn- und Geschäftshaus, um 1900 | Fotos hochladen                         |
| Hotel Guttenberg                        | Bahnhofstraße 12 Lage                                | 1900/01                                | dreigeschossiger neubarocker Bau, 1900/01 | Fotos hochladen                         |
| Wohn- und Geschäftshaus                 | Bleichstraße 3 Lage                                  | um 1840                                | zweigeschossiger spätklassizistischer Putzbau mit Kantenpfeilern und genutetem Erdgeschoss, im Giebelfeld zur Römerstraße Tondo, um 1840 | Fotos hochladen                         |
| Mühle                                   | Bleichstraße 45 Lage                                 | 19. Jahrhundert                        | ehemalige Mühle; Krüppelwalmdachbau, Putzdekoration aus dem frühen 20. Jahrhundert, im Kern älter | Fotos hochladen                         |
| Straßen- und Fußgängerunterführung      | Braubacher Straße/Badhausstraße/Villenpromenade Lage | um 1910                                | Straßen- und separate Fußgängerunterführung der Gleisanlagen; Naturstein, spätwilhelminischer Monumentalstil | Fotos hochladen                         |
| Haus Rheinstein                         | Braubacher Straße 1 Lage                             | 1865/66                                | ehemaliges Hotel; stattlicher dreigeschossiger Putzbau, spätklassizistisch, 1865/66 | Fotos hochladen                         |
| Haus Concordia                          | Braubacher Straße 9 Lage                             | 1856/57                                | dreigeschossiger Baukörper, hölzernes Konsoltraufgesims, 1856/57 | Fotos hochladen                         |
| Haus Gastein                            | Braubacher Straße 48 Lage                            | 1869                                   | ehemaliges Kurlogierhaus; villenartiger spätklassizistischer Bau, 1869, um eine Achse erweitert | Fotos hochladen                         |
| Schlachthof                             | Carl-Heyer-Straße 3 Lage                             | 1904                                   | ehemaliger Schlachthof, 1904; zentraler Wasserturm, Verwaltungsgebäude, eingeschossige Schlachthallen, Freibank, drei (Stall)-Gebäude, Umfassungsmauer und Fassaden mit gelben Klinkern verblendet, Gliederungselemente in rotem Klinker      | Fotos hochladen                         |
| Elektrizitätszentrale                   | Ernst-Born-Straße, hinter Nr. 6 Lage                 | 1903                                   | ehemalige Elektrizitätszentrale des Emser Blei- und Silberwerks; eingeschossige Backsteinhalle, 1903 | weitere Bilder Fotos hochladen          |
| Wohnhaus                                | Fronhof 1 Lage                                       | 18. Jahrhundert                        | traufständiger Putzbau zu zwei Geschossen mit Kniestock, im Kern aus dem 18. Jahrhundert, der Kniestock aus der Mitte des 19. Jahrhunderts, Fassade aus dem frühen 20. Jahrhundert                                                            | Fotos hochladen                         |
| Wohnhaus                                | Fronhof 4 Lage                                       | 1724                                   | kleines Fachwerkhaus, teilweise massiv, angeblich von 1724, florale Gefachbemalung 1924 | Fotos hochladen                         |
| Haus Sonne                              | Grabenstraße 1 Lage                                  | 1682                                   | siebenachsiger Krüppelwalmdachbau, teilweise mit Zierfachwerk; 1682 erwähnt, 1819 umgebaut | Fotos hochladen                         |
| Wohnhaus                                | Kirchgasse 15 Lage                                   | spätes 17. Jahrhundert                 | eingeschossiger giebelständiger Bau aus verputztem Fachwerk, schiefergedeckt, spätes 17. Jahrhundert | Fotos hochladen                         |
| Wohnhaus                                | Kirchgasse 16 Lage                                   | spätes 17. oder frühes 18. Jahrhundert | eingeschossiger giebelständiger Bau aus verputztem Fachwerk, schiefergedeckt, spätes 17. oder frühes 18. Jahrhundert | Fotos hochladen                         |
| Evangelische Pfarrkirche St. Martin     | Kirchgasse 17 Lage                                   | Mitte des 12. Jahrhunderts             | querhauslose Pfeilerbasilika, wohl aus der Mitte oder dem dritten Viertel des 12. Jahrhunderts, Westturm mit spätbarocker Haube; Gesamtanlage mit Kirchhof und Gemeindesaal                                                                   | weitere Bilder Fotos hochladen          |
| Grabsteine                              | Kirchgasse, bei Nr. 17 auf dem Kirchhof Lage         | 16. bis 20. Jahrhundert                | südlich des Chors: etwa 20 Grabsteine, 16. bis 20. Jahrhundert; Einfriedung, 19. Jahrhundert | Fotos hochladen                         |
| Gemeindesaal                            | Kirchgasse, bei Nr. 17 Lage                          | um 1910                                | Gemeindesaal mit bewegter Dachlandschaft, um 1910 | Fotos hochladen                         |
| Evangelisches Pfarrhaus                 | Kirchgasse 30 Lage                                   | 1871/72                                | spätklassizistischer Putzbau, Giebelrisalit, 1871/72, 1896 oder 1901/02 verlängert, Erdgeschoss um 1925 teilweise verändert | Fotos hochladen                         |
| Alte Krone                              | Koblenzer Straße 22 Lage                             | 17. Jahrhundert                        | Fachwerkhaus, teilweise massiv, 17. Jahrhundert | Fotos hochladen                         |
| Darmstädter Hof                         | Lahnstraße 3/4 Lage                                  | 1815–18                                | viergeschossiger Bau, teilweise Fachwerk, zwischen 1815 und 1818, Fassade 1878 spätklassizistisch überformt, gleichzeitig Nr. 4 errichtet, ab 1889 mit Nr. 3 zusammengeschlossen                                                              | Fotos hochladen                         |
| Alte Post                               | Lahnstraße 9 Lage                                    | 1694                                   | ehemalige Thurn- und Taxis’sche Posthalterei; dreigeschossiger, fünfachsiger Bau, bezeichnet 1694, wohl vor 1800 erweitert, 1840 erhöht, Fachwerkgeschoss und Mansarddach 1906                                                                | Fotos hochladen                         |
| Villa                                   | Lahnstraße 67 Lage                                   | frühes 20. Jahrhundert                 | kleine Villa; werksteingegliederter Putzbau, Fachwerkflächen, frühes 20. Jahrhundert | Fotos hochladen                         |
| Villa                                   | Lahnstraße 75 Lage                                   | frühes 20. Jahrhundert                 | kleine Villa; backsteingegliederter Putzbau, teilweise holzverkleidet, frühes 20. Jahrhundert | Fotos hochladen                         |
| Stadtstollen                            | Ludwigstraße, hinter Nr. 2 Lage                      | um 1910/20                             | Mundloch des Stadtstollens, wohl um 1910/20 | Fotos hochladen                         |
| Bohrturm                                | Mainzer Straße Lage                                  | 1909                                   | Bohrturm mit Pumpenanlage, 1909 | Fotos hochladen                         |
| Mainzer Haus                            | Mainzer Straße 1 Lage                                | 1694                                   | ehemaliges Badehaus; dreigeschossiger Massivbau, 1694, im 19. Jahrhundert verändert | weitere Bilder Fotos hochladen          |
| Marmorwanne                             | Mainzer Straße, gegenüber Nr. 1 Lage                 | 19. Jahrhundert                        | Marmorwanne, wohl aus dem 19. Jahrhundert | Fotos hochladen                         |
| Wohn- und Geschäftshaus                 | Mainzer Straße 2 Lage                                | 1839/40                                | dreigeschossiger klassizistischer Zweiflügelbau, 1839/40 | Fotos hochladen                         |
| Haus Panorama                           | Mainzer Straße 14 Lage                               |                                        | heute Statistisches Landesamt; Fassadenkopie vor Neubau | Fotos hochladen                         |
| Evangelische Kaiser-Wilhelm-Kirche      | Malbergstraße 5 Lage                                 | 1879–99                                | neuspätromanischer kreuzförmiger Tuffsteinsaal, 1879–99 | weitere Bilder Fotos hochladen          |
| Villa Lahnfried                         | Malbergstraße 6 Lage                                 | frühes 20. Jahrhundert                 | kleine bürgerliche Villa in Formen von Neubarock und Heimatstil, zweigeschossiger Putzbau mit großen Gauben, frühes 20. Jahrhundert | Fotos hochladen                         |
| Villa Reale                             | Malbergstraße 7 Lage                                 | 1864/65                                | stattlicher dreigeschossiger Putzbau, Ecktürme, Mischformen von Spätklassizismus und Neugotik, 1864/65 | Fotos hochladen                         |
| Wohn- und Geschäftshaus                 | Marktstraße 1 Lage                                   | 17. Jahrhundert                        | giebelständiger zweigeschossiger Putzbau, im Kern wohl aus dem 17. Jahrhundert, gehört zu den ältesten Häusern in Bad Ems | Fotos hochladen                         |
| Wohnhaus                                | Marktstraße 25 Lage                                  | 18. Jahrhundert                        | Fachwerkhaus, 18. Jahrhundert | Fotos hochladen                         |
| Kaiser-Wilhelm-Denkmal                  | Römerstraße Lage                                     | 1892                                   | Denkmal für Kaiser Wilhelm I., 1892, Bildhauer Paul Otto, Berlin | weitere Bilder Fotos hochladen          |
| Kurhaus                                 | Römerstraße 1–3 Lage                                 | um 1715                                | um 1715 als „Nassauer Badehaus“ errichtet, 1912/13 restauriert und neubarock erweitert | weitere Bilder Fotos hochladen          |
| Römerquelle                             | Römerstraße, gegenüber Nr. 1–3 Lage                  | nach 1912/13                           | über der Quellfassung achteckiger offener Pavillon, Mansarddach, nach 1912/13 | weitere Bilder Fotos hochladen          |
| Goldnes Fass                            | Römerstraße 7 Lage                                   | Anfang des 20. Jahrhunderts            | viergeschossiges Zeilenwohn- und Geschäftshaus, Jugendstil, Anfang des 20. Jahrhunderts | Fotos hochladen                         |
| Kursaal                                 | Römerstraße 8 Lage                                   | 1836–39                                | Kursaalgebäude mit Kolonnaden, 1836–39, königlich bayrischer Civilbauinspektor Johann Gottfried Gutensohn; reiche Stuckaturen, Stuckateur Beckert, Bad Ems; westliche Erweiterung, 1912/13; im Hof Laufbrunnen, wohl aus dem 18. Jahrhundert  | weitere Bilder Fotos hochladen          |
| Haus Germania                           | Römerstraße 12 Lage                                  | 1854                                   | viergeschossiges klassizistisches Zeilenwohn- und Geschäftshaus, 1854, Schaufensterfront, Ende des 19. Jahrhunderts | Fotos hochladen                         |
| Goldene Traube                          | Römerstraße 13 Lage                                  | 1899                                   | viergeschossiges gotisierendes Zeilenwohn- und Geschäftshaus, 1899, bauzeitliche Schaufensterfront | Fotos hochladen                         |
| Wohn- und Geschäftshaus                 | Römerstraße 17 Lage                                  | erste Hälfte des 19. Jahrhunderts      | traufständiger dreigeschossiger spätklassizistischer Putzbau mit breitem Zwerchhaus, gusseiserne Brüstungsgitter an den Fenstern, erste Hälfte des 19. Jahrhunderts                                                                           | Fotos hochladen                         |
| Brunnen                                 | Römerstraße, gegenüber Nr. 18 Lage                   | 1839                                   | Laufbrunnen, Lahnmarmor, bezeichnet 1839 | weitere Bilder Fotos hochladen          |
| Haus Kaiserkrone                        | Römerstraße 19 Lage                                  | 1820                                   | dreigeschossiges Wohn- und Geschäftshaus, wohl von 1820, 1840 erweitert und klassizistisch überformt, Jugendstil-Torfahrt | Fotos hochladen                         |
| Haus Herzog von Nassau                  | Römerstraße 21 Lage                                  | 1826                                   | viergeschossiges klassizistisches Wohnhaus, Mittelrisliat, 1826 | Fotos hochladen                         |
| Kurlogierhaus Zu den drei Reichskronen  | Römerstraße 22 Lage                                  | um 1824                                | fünfachsiger klassizistischer Putzbau, um 1824, 1835 und vor 1844 erhöht | Fotos hochladen                         |
| Russischer Hof                          | Römerstraße 23 Lage                                  | 1826/27                                | stattlicher zehnachsiger Putzbau, 1826/27, 1865 erhöht | Fotos hochladen                         |
| Goldner Schlüssel                       | Römerstraße 24 Lage                                  | um 1825                                | dreigeschossiges klassizistisches Zeilenwohnhaus, um 1825 | Fotos hochladen                         |
| Post                                    | Römerstraße 25 Lage                                  | 1894/95                                | dreigeschossiger achtachsiger barockisierender Bau, 1894/95 | Fotos hochladen                         |
| Wohn- und Geschäftshaus                 | Römerstraße 28 Lage                                  | Ende des 19. Jahrhunderts              | viergeschossiges barockisierendes Zeilenwohn- und Geschäftshaus, Ende des 19. Jahrhunderts, bauzeitliche Schaufensterfront | Fotos hochladen                         |
| Wohn- und Geschäftshaus                 | Römerstraße 31 Lage                                  | um 1830/40                             | viergeschossiges klassizistisches Zeilenwohn- und Geschäftshaus, um 1830/40, Balkon vor 1900 | Fotos hochladen                         |
| Brunnen                                 | Römerstraße, gegenüber Nr. 31 Lage                   | 1839                                   | Laufbrunnen, Lahnmarmor, bezeichnet 1839 | weitere Bilder Fotos hochladen          |
| Schützenhof                             | Römerstraße 33 Lage                                  | 1863/64                                | viergeschossiges Zeilenwohn- und Gasthaus, Neurenaissance, 1863/64 | Fotos hochladen                         |
| Haus Herzog von Leuchtenberg            | Römerstraße 40 Lage                                  | 1847/48                                | achtachsiger Putzbau, 1847/48, 1903/04 erhöht, Fassade in aufwendigen Rokokoformen überformt | Fotos hochladen                         |
| Haus Vier Türme                         | Römerstraße 41 Lage                                  | 1696                                   | ehemalige Carlsburg; mächtiger dreigeschossiger Rechteckbau, vier zu neun Achsen, turmartige Eckbauten, Walmdach, 1696 durch Feldmarschall Freiherr Johann Karl von Thüngen als Badehaus begonnen, Architekt wohl Johann Christoph Sebastiani | Fotos hochladen                         |
| Wohnhaus                                | Römerstraße 42 Lage                                  | um 1820/30                             | klassizistisches Zeilenwohnhaus, um 1820/30, Balkon vom Ende des 19. Jahrhunderts | Fotos hochladen                         |
| Deutsch-Ordens-Hospital                 | Römerstraße 46 Lage                                  | 1824/25                                | ehemaliges Hotel Englischer Hof; 1824/25 zweigeschossig errichtet, mehrmals verlängert, 1834 erhöht, 1838 klassizistisch überformt, viertes, barockisierendes Geschoss, Ende des 19. Jahrhunderts                                             | Fotos hochladen                         |
| Hotel Fürstenhof                        | Römerstraße 47 Lage                                  | 1836/37                                | dreigeschossiger klassizistischer Putzbau, 1836/37, 1876 erhöht | Fotos hochladen                         |
| Wohn- und Geschäftshaus                 | Römerstraße 61 Lage                                  | spätes 19. Jahrhundert                 | dreigeschossiges Zeilenwohn- und Geschäftshaus, Neurenaissance, spätes 19. Jahrhundert | Fotos hochladen                         |
| Wohn- und Geschäftshaus                 | Römerstraße 67 Lage                                  | frühes 20. Jahrhundert                 | dreigeschossiges Zeilenwohn- und Geschäftshaus, verfremdete Louis-Seize-Formen, frühes 20. Jahrhundert | Fotos hochladen                         |
| Wohn- und Geschäftshaus                 | Römerstraße 70 Lage                                  | 1900                                   | späthistoristischer Klinkerbau, um 1900 | Fotos hochladen                         |
| Zur Petersburg                          | Römerstraße 71 Lage                                  | spätes 19. Jahrhundert                 | dreigeschossiges Wohn- und Geschäftshaus, Neurenaissance, spätes 19. Jahrhundert | Fotos hochladen                         |
| Wohn- und Geschäftshaus                 | Römerstraße 73 Lage                                  | 1901–04                                | dreigeschossiges Wohn- und Geschäftshaus, Jugendstileinfluss, 1901–04 | Fotos hochladen                         |
| Altes Rathaus                           | Römerstraße 97 Lage                                  | 1823                                   | fünfachsiger Bau, 1823, 1836 auf elf Achsen erweitert, gotisierender Flügelbau, 1861 ff., Baurat Eduard Zais, Fassaden 1906/07 barockisiert                                                                                                   | Fotos hochladen                         |
| Wohnhaus                                | Schulstraße 14 Lage                                  | 1877                                   | vierachsiger Putzbau, 1877 | Fotos hochladen                         |
| Villa Sommer                            | Viktoriaallee 1 Lage                                 | 1888/89                                | stattlicher Mansarddachbau, 1888/89 | Fotos hochladen                         |
| Park-Villa                              | Viktoriaallee 6 Lage                                 | 1891/92                                | dreigeschossiger spätklassizistischer Bau, 1891/92 | Fotos hochladen                         |
| Villa Becker                            | Viktoriaallee 10 Lage                                | spätes 19. Jahrhundert                 | Klinkerbau, spätes 19. Jahrhundert | Fotos hochladen                         |
| Villa Arco                              | Viktoriaallee 13 Lage                                | spätes 19. Jahrhundert                 | neubarocke Halbvilla, spätes 19. Jahrhundert | Fotos hochladen                         |
| Villa                                   | Viktoriaallee 20 Lage                                | frühes 20. Jahrhundert                 | Halbvilla, gestaffelter Baukörper, frühes 20. Jahrhundert | Fotos hochladen                         |
| Polizeiinspektion Bad Ems               | Viktoriaallee 21 Lage                                | 1910–12                                | ehemaliges Amtsgericht Bad Ems; stattlicher Zweiflügelbau, Neurenaissance, 1910–12 | Fotos hochladen                         |
| Katholische Pfarrkirche St. Martin      | Viktoriaallee 22 Lage                                |                                        | dreischiffige neugotische Halle, begonnen 1866, Bauinspektor Eduard Zais, 1876 Fortführung durch den Limburger Dizösenarchitekten Augenes, 1882 Vollendung des Turms; Gesamtanlage mit Kirchenvorplatz; Schaftkreuz, bezeichnet 1758          | weitere Bilder Fotos hochladen          |
| Kurpromenade                            | Villenpromenade                                      | 1848/49                                | hölzerne Laube sowie Stützmauer, wohl Reste der 1848/49 angelegten, um 1900 neu gestalteten Kurpromenaden | Direkt Bild zu diesem Denkmal hochladen |
| Villa Dreis                             | Villenpromenade 2 Lage                               | 1863/64                                | dreigeschossiger Putzbau, Neurenaissance, 1863/64, 1873 erweitert | Fotos hochladen                         |
| Villa Egert                             | Villenpromenade 4 Lage                               | 1869                                   | dreigeschossiger spätklassizistischer Putzbau, 1869 | Fotos hochladen                         |
| Villa Flora                             | Villenpromenade 5 Lage                               | 1870                                   | dreigeschossiger Putzbau, Mischformen aus Spätklassizismus und Historismus, 1870 | Fotos hochladen                         |
| Villa Beriot                            | Villenpromenade 6 Lage                               | 1856/57                                | Schweizer Stil, 1856/57 | Fotos hochladen                         |
| Villa Aurora                            | Villenpromenade 10 Lage                              | um 1870                                | zweieinhalbgeschossiger Putzbau, Mischformen aus Spätklassizismus und Neugotik, um 1870 | Fotos hochladen                         |
| Künstlerhaus Schloss Balmoral           | Villenpromenade 11 Lage                              | 1867/68                                | stattlicher dreigeschossiger Putzbau, turmartige Risalite, Neurenaissance, 1867/68 | weitere Bilder Fotos hochladen          |
| Villa Diana                             | Villenpromenade 12 Lage                              | 1869                                   | Schweizer Stil, 1869 | Fotos hochladen                         |
| Villa Petit Elysée                      | Villenpromenade 13 Lage                              | 1869/70                                | spätklassizistischer kubischer Putzbau, 1869/70, Mansarddach und Anbau von 1929 | Fotos hochladen                         |
| Villa Schlink                           | Waldstraße 1 Lage                                    | 1900                                   | neugotischer Putzbau, bezeichnet 1900 | Fotos hochladen                         |
| Wohnhaus                                | Waldstraße 6/7 Lage                                  | um 1920                                | Doppelwohnhaus; Walmdachbau, um 1920 | Fotos hochladen                         |
| Wohnhaus                                | Waldstraße 8 Lage                                    |                                        | villenartiges Wohnhaus, teilweise Fachwerk | Fotos hochladen                         |
| Quellenturm                             | Wilhelmsallee Lage                                   | 1907/08                                | Quellenturm, 1907/08 | weitere Bilder Fotos hochladen          |
| Villa Monrepos                          | Wilhelmsallee 7 Lage                                 | 1867/68                                | spätklassizistischer Putzbau, 1867/68, Altane 1929; Gesamtanlage mit dem Pavillon Monrepos, 1870/71, Schweizer Stil (Wilhelmsallee 6) | Fotos hochladen                         |
| Weiße Villa                             | Wilhelmsallee 10 Lage                                | um 1860                                | Neurenaissance, um 1860 | Fotos hochladen                         |
| Russisch-orthodoxe Kirche St. Alexandra | Wilhelmsallee 12 Lage                                | 1874–76                                | Kreuzkuppelbau, 1874–76 | weitere Bilder Fotos hochladen          |
| Wohn- und Gasthaus                      | Wilhelmsallee 13 Lage                                | Ende des 19. Jahrhunderts              | ehemalige Milchkuranstalt; Fachwerkbau mit verglaster Laube, Ende des 19. Jahrhunderts | Fotos hochladen                         |
| Villa Margot                            | Wilhelmsallee 29 Lage                                | 1900/01                                | Mischformen aus Neurenaissance und Jugendstil, 1900/01, bauzeitliche Treppenhausverglasung | Fotos hochladen                         |
| Villa                                   | Wilhelmsallee 35 Lage                                | um 1860                                | spätklassizistische Villa, um 1860 | Fotos hochladen                         |
| Schloss Johannisberg                    | Wintersbergstraße 4 Lage                             | 1874/75                                | Kurlogierhaus; dreigeschossiger Putzbau, Neurenaissance, 1874/75 | Fotos hochladen                         |
| Katholische Kapelle Maria Königin       | Wintersbergstraße 6 Lage                             | 1661                                   | dreiachsiger Saalbau von 1661, 1711 und 1724 erweitert | weitere Bilder Fotos hochladen          |
| Adolph-Schacht                          | nordöstlich der Stadt im Pitschbachtal Lage          | vor 1873                               | Förderturm des Adolph-Schachts, Bruchsteinmauern des viergeschossigen ehemaligen Förderturms, vor 1873 | weitere Bilder Fotos hochladen          |
| Brandloch-Schacht                       | nordöstlich der Stadt am Blöskopf Lage               | um 1850                                | Kamin des Brandloch-Schachtes; Bruchsteinbau mit abschließendem Backsteinkranz, um 1850 | Fotos hochladen                         |
| Hohenzollernpromenade                   | nordwestlich der Stadt                               | nach 1905                              | Inschrifttafel der ab 1905 angelegten Promenade | Direkt Bild zu diesem Denkmal hochladen |
| Bismarckturm                            | östlich der Stadt Lage                               | 1901/01                                | gedrungener Turm, Quadermauerwerk, 1901/01, Pläne Wilhelm Kreis | weitere Bilder Fotos hochladen          |
| Wasserwerk                              | südlich der Stadt (Wiesbach 3) Lage                  | 1872                                   | Backstein-Hauptgebäude, angeblich von 1872, Nebengebäude, teilweise Fachwerk sowie blockhafter Bruchsteinbau; Gesamtanlage | Fotos hochladen                         |
| Concordiaturm                           | südöstlich der Stadt (Concordiaturm 1) Lage          | 1861                                   | Aussichtsturm; Bruchsteinbau, bezeichnet 1861 | weitere Bilder Fotos hochladen          |
| Limeswachturm                           | südlich der Stadt (bei Wintersberg 1) Lage           | 1874                                   | Limeswachturm (ORL Wp 2/1); 1857 ergraben, 1874 Wiederaufbau zu Ehren Kaiser Wilhelms I.; älteste Rekonstruktion eines Limesturms | weitere Bilder Fotos hochladen          |
| Henriettensäule                         | westlich der Stadt; Distrikt Malberg Lage            | 1826                                   | Bruchstein-Obelisk mit Inschriften, rückwärtig zugehörige Stützmauer, 1826 von Baurat Faber | Fotos hochladen                         |

## Ehemalige Kulturdenkmäler
| Bezeichnung | Lage                   | Baujahr | Beschreibung | Bild            |
| ----------- | ---------------------- | ------- | --- | --------------- |
| Wohnhaus    | Römerstraße 26 Lage    |         | nach heutigen Maßstäben kein Kulturdenkmal, da kopierender Neubau in klassizistischen Formen; aus Denkmalliste gelöscht                                        | Fotos hochladen |
| Haus Nassau | Römerstraße 45 Lage    |         | jetzt zum Deutsch-Ordens-Hospital gehörend; nach heutigen Maßstäben kein Kulturdenkmal, da kopierender Neubau; aus Denkmalliste gelöscht                       | Fotos hochladen |
| Fassade     | Villenpromenade 1 Lage | 1854    | spätklassizistische Fassade des Wirtschafts- und Nebengebäudes des ehemaligen Hotels Balzer, 1854; aus Denkmalliste gelöscht und 2016 vollständig niedergelegt | Fotos hochladen |